# John Francis D'Alton
John Francis D'Alton, irski rimskokatoliški duhovnik, škof in kardinal, * 11. oktober 1882, Claremorris, † 1. februar 1963, Dublin.

## Življenjepis
18. aprila 1908 je prejel duhovniško posvečenje.
25. aprila 1942 je bil imenovan za škofa pomočnika Meatha in za naslovnega škofa Binde; 29. junija istega leta je prejel škofovsko posvečenje. 16. junija 1943 je prevzel škofovski položaj. 
13. junija 1946 je bil imenovan za nadškofa Armagha.
12. januarja 1953 je bil povzdignjen v kardinala in imenovan za kardinal-duhovnika Sant'Agata dei Goti.